# حلقة رباعية

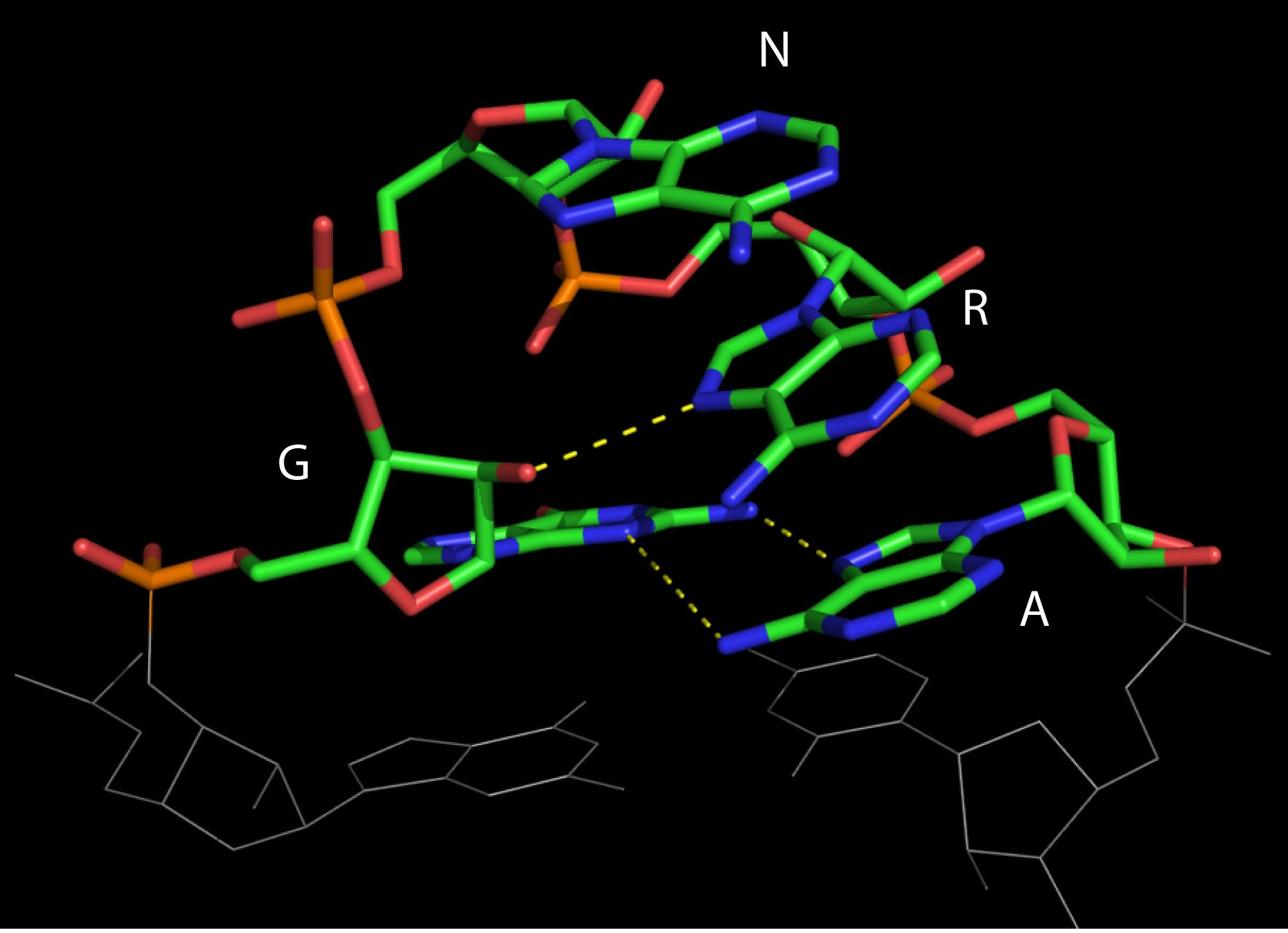
بنية الحلقة الرباعية GNRA من المجموعة 1 من الإنترونات القاصة لنفصها ذاتيا.

الحلقة الرباعية (بالإنجليزية: Tetraloop)‏ هي نمط حلقات جذعية رباعي القواعد يتواجد في البنية الثانوية للرنا والذي يُقبِّع العديد من اللوالب المزدوجة. توجد العديد من أنواع الحلقات الرباعية، وتشمل المنشورة منها: ANYA  وCUYG  وGNRA  وUNAC  وUNCG 

## الأنواع
توجد ثلاث أنواع شائعة من الحلقات الرباعية في الرنا الريبوزومي: GNRA وUNCG وCUUG حرف الـN فيها يكون أحد القواعد الأربعة (يوراسيل، أدينين، غوانين، سايتوسين) وحرف الـR إما غوانين أو أدينين. تشكل هذه التسلسلات الثلاثة حلقات رباعية مستقرة ومحفوظة تعلب دورا مهما في الاستقرار البنيوي والوظيفة البيولوجية للرنا الريبوسومي 16S.
- GNRA: لهذه الحلقة الرباعية ترابط قاعدي غوانين-أدينين بحيث يكون الغوانين هو النهاية 5' للولب والأدينين هو النهاية 3' له. تملك الحلقات الرباعية ذات التسلسل UMAC نفس تطوي العمود الفقري الخاص بالحلقة GNRA، [7] لكن يمكن أن يكون لديها احتمال أقل لتكوين تآثرات حلقة رباعية-مستقبل. وعليه ربما تكون خيارا أفضَلَ في غلق الجذوع عند تصميم جزيئات الرنا الاصطناعية.

يوفر تواجد حلقات GNRA الرباعية استقرارا خاصا لبنية الرنا، وتظهر هذه الحلقة بنسبة تزيد بـ50% عن باقي الحلقات الرباعية بسبب قدرتها على تحمل درجات حرارة تزيد بـ4° عما تسطتيع تحمله باقي الحلقات الرباعية، وهذا يسمح لها بالعمل كمواقع تنوي من أجل التطوي الصحيح للرنا. تجعل كل من الروابط الهيدروجينية النادرة بين نوكليوتيد الغوانين الأول والأدينين الرابع، التحزيم الكثيف للقواعد والروابط الهيدروجينية بين هيدروكسيل 2' الخاص بالريبوز والقاعدة النيتروجينية؛ الحلقةَ الرباعيةَ مستقرة ثرموديناميكا.
- UNCG: هذه الحلقة مفضلة ثرموديناميكا وبنيويا بسبب الترابط الهيدروجيني، تآثرات فان دير فالس، التآثرات الكهروستاتيكية والتآثرات بين الرنا والمذيب. حلقات UNCG الرباعية أكثر استقرار من حلقات الدنا ذات نفس التسلسل. الحلقة الرباعية UUCG هي أكثر حلقة رباعية استقرارا.[11] وتشكل إلى جانب الحلقة GNRA حوالي 70% من مجمل الحلقات الرباعية في الرنا الريبوسومي 16S.[2]
- CUUG: تملك هذه الحلقة الرباعية الاحتمال الأكبر في التعرض لتغيرات بنيوية بسبب مرونة بنيتها. من بين الحلقات الرباعية الثلاث المذكورة، تعتبر هذه الحلقة أكثرهم مرونة لأن اليوراسيل الثاني فيها غير مقيد نسبيا.[12] وهي كذلك جد مستقرة ثرموديناميكا.[9]